# Волосянка (річка)
Волосянка — річка в Самбірському районі Львівської області, права притока потоку Бердо (басейн Дністра).

## Опис
Довжина річки приблизно 3,90 км. Висота витоку річки над рівнем моря — 568 м, висота гирла — 494 м, падіння річки — 74 м, похил річки — 14,8 м/км. Формується з багатьох безіменних струмків.

## Розташування
Бере початок на східній стороні від села Мала Волосянка. Тече переважно на північний захід через села Велика Волосянка і на південно-східній околиці села Ясениця-Замкова впадає у потік Бердо, правий доплив річки Ясениці.
Річку перетинає автомобільна дорога Н13.